# Primera "A" (APF)
La Primera "A" de la Asociación de Fútbol de Pando constituye el tercer nivel de competición del sistema de ligas de fútbol de Bolivia y es la primera categoría regional en el departamento de Pando. Su organización depende de la Asociación de Fútbol de Pando

## Historial
| Temporada           | Campeón                 | Subcampeón              | Notas               |
| Era semiprofesional | Era semiprofesional     | Era semiprofesional     | Era semiprofesional |
| ------------------- | ----------------------- | ----------------------- | ------------------- |
| 1926                | Cobija FC               | Internacional           |                     |
| 1927                | Bahia FC                | Cobija FC               |                     |
| 1928                | Cobija FC               | Internacional           |                     |
| 1929                | Cobija FC               | Bahia FC                |                     |
| 1930                | Cobija FC               | Acre                    |                     |
| 1931                | Cobija FC               | Acre                    |                     |
| 1932                | Cobija FC               | Internacional           |                     |
| 1933                | GUERRA DEL CHACO        |                         |                     |
| 1934                | GUERRA DEL CHACO        |                         |                     |
| 1935                | Internacional           | Cobija FC               |                     |
| 1936                | Internacional           | Cobija FC               |                     |
| 1937                | Bahia FC                | Guarnición del Noroeste |                     |
| 1938                | Internacional           | Bahia FC                |                     |
| 1939                | Cobija FC               | Acre                    |                     |
| 1940                | Cobija FC               | Internacional           |                     |
| 1941                | Internacional           | Guarnición del Noroeste |                     |
| 1942                | Internacional           | Cobija FC               |                     |
| 1943                | Guarnición del Noroeste | Ayacucho                |                     |
| 1944                | Guarnición del Noroeste | Internacional           |                     |
| 1945                | Guarnición del Noroeste | Cobija FC               |                     |
| 1946                | Guarnición del Noroeste | Acre                    |                     |
| 1947                | Bahia FC                | The Strongest Pando     |                     |
| 1948                | Bahia FC                | Cobija FC               |                     |
| 1949                | Acre                    | Bahia FC                |                     |
| 1950                | Cobija FC               | Internacional           |                     |
| 1951                | Cobija FC               | Bahia FC                |                     |
| 1952                | The Strongest Pando     | Cobija FC               |                     |
| 1953                | The Strongest Pando     | Bahia FC                |                     |
| 1954                | Ayacucho                | Acre                    |                     |
| 1955                | Ayacucho                | Cobija FC               |                     |
| 1956                | Acre                    | Internacional           |                     |
| 1957                | Ayacucho                | Mariscal Sucre          |                     |
| 1958                | Internacional           | Mariscal Sucre          |                     |
| 1959                | Internacional           | The Strongest Pando     |                     |
| 1960                | Cobija FC               | Internacional           |                     |
| 1961                | Deportivo Pando         | Vaca Díez               |                     |
| 1962                | Guarnición del Noroeste | Vaca Díez               |                     |
| 1963                | Guarnición del Noroeste | Cobija FC               |                     |
| 1964                | Deportivo Pando         | Acre                    |                     |
| 1965                | Deportivo Pando         | The Strongest Pando     |                     |
| 1966                | Deportivo Pando         | Vaca Díez               |                     |
| 1967                | Guarnición del Noroeste | Deportivo Pando         |                     |
| 1968                | Acre                    | Deportivo Pando         |                     |
| 1969                | Ayacucho                | Mariscal Sucre          |                     |
| 1970                | Cobija FC               | Acre                    |                     |
| 1971                | Cobija FC               | Mariscal Sucre          |                     |
| 1972                | Acre                    | Deportivo Pando         |                     |
| 1973                | Deportivo Pando         | Vaca Díez               |                     |
| 1974                | Deportivo Pando         | Cobija FC               |                     |
| 1975                | Cobija FC               | Internacional           |                     |
| 1976                | Cobija FC               | Vaca Díez               |                     |
| 1977                | Cobija FC               | Félix Antequera         |                     |
| 1978                | Cobija FC               | Porvenir                |                     |
| 1979                | Cobija FC               | Vaca Díez               |                     |
| 1980                | Mariscal Sucre          | Cobija FC               |                     |
| 1981                | Mariscal Sucre          | Deportivo Paraíso       |                     |
| 1982                | Mariscal Sucre          | Vaca Díez               |                     |
| 1983                | Mariscal Sucre          | Deportivo Paraíso       |                     |
| 1984                | Vaca Díez               | Litoral Pando           |                     |
| 1985                | Vaca Díez               | Litoral Pando           |                     |
| 1986                | Mariscal Sucre          | Porvenir                |                     |
| 1987                | Litoral Pando           | Veracruz                |                     |
| 1988                | SENAC Pando             | Félix Antequera         |                     |
| 1989                | SENAC Pando             | Veracruz                |                     |
| 1990                | Litoral Pando           | Vaca Díez               |                     |
| 1991                | Cobija FC               | Oriente Agropecuario    |                     |
| 1992                | Vaca Díez               | Oriente Agropecuario    |                     |
| 1993                | Cobija FC               | Vaca Díez               |                     |
| 1994                | Cobija FC               | SENAC Pando             |                     |
| 1995                | Unión Comercio          | SENAC Pando             |                     |
| 1996                | Universitario (UAP)     | Cobija FC               |                     |
| 1997                | Unión Comercio          | Cobija FC               |                     |
| 1998                | Cobija FC               | Vaca Díez               |                     |
| 1999                | Cobija FC               | Porvenir                |                     |
| 2000                | Cobija FC               | Félix Antequera         |                     |
| 2001                | Cobija FC               | Veracruz                |                     |
| 2002                | Cobija FC               | Oriente Agropecuario    |                     |
| 2003                | Oriente Agropecuario    | Cobija FC               |                     |
| 2004                | Cobija FC               | Vaca Díez               |                     |
| 2005                | Vaca Díez               | Deportivo Paraíso       |                     |
| 2006                | Vaca Díez               | 27 de Mayo              |                     |
| 2007                | Vaca Díez               | Miraflores              |                     |
| 2008                | Miraflores              | Vaca Díez               |                     |
| 2009                | Vaca Díez               | Universitario (UAP)     |                     |
| 2010                | Vaca Díez               | Universitario (UAP)     |                     |
| 2011                | Vaca Díez               | Miraflores              |                     |
| 2011/12             | Vaca Díez               | Real Vaca Díez          |                     |
| 2012/13             | Universitario (UAP)     | Vaca Díez               |                     |
| 2013/14             | Real Mapajo             | Miraflores              |                     |
| 2014/15             | Mariscal Sucre          | Real Mapajo             |                     |
| 2015/16             | Miraflores              | Mariscal Sucre          |                     |
| 2016/17             | Gatty Ribeiro           | Vaca Díez               |                     |
| 2018                | Gatty Ribeiro           | Mariscal Sucre          |                     |
| 2019-A              | Mariscal Sucre          | Vaca Díez               |                     |
| 2019-C              | Vaca Díez               | Mariscal Sucre          |                     |
| 2021                | Mariscal Sucre          | Vaca Díez               |                     |
| 2022                | Mariscal Sucre          | Vaca Díez               |                     |
| 2023                | Moto Club               | Real Mapajo             |                     |
| 2024 I              | Universitario (UAP)     | Moto Club               |                     |
| 2024 II             | Chaco F.C.              | Universitario (UAP)     |                     |

## Palmarés
| Club                 | Títulos | Temporadas Título                                     | Subtítulos | Temporadas Subtítulo                              |
| -------------------- | ------- | ----------------------------------------------------- | ---------- | ------------------------------------------------- |
| Vaca Díez            | 8       | 2005, 2006, 2007, 2009, 2010, 2011, 2011/12, 2019 II. | 7          | 1998, 2004, 2008, 2012/13, 2016/17, 2019 I, 2021. |
| Cobija F. C.         | 6       | 1998, 1999, 2000, 2001, 2002, 2004.                   | 1          | 2003.                                             |
| Mariscal Sucre       | 3       | 2014/15, 2019 I, 2021.                                | 3          | 2015/16, 2018, 2019 II.                           |
| Miraflores           | 2       | 2008, 2015/16.                                        | 3          | 2007, 2011, 2013/14.                              |
| Gatty Ribeiro        | 2       | 2016/17, 2018.                                        | –          |                                                   |
| Universitario (UAP)  | 1       | 2012/13.                                              | 2          | 2009, 2010.                                       |
| Oriente Agropecuario | 1       | 2003.                                                 | 1          | 2002.                                             |
| Real Majapo          | 1       | 2013/14.                                              | 1          | 2014/15.                                          |
| Unión Comercio       | 1       | 1997.                                                 | –          |                                                   |
| Porvenir             | –       |                                                       | 1          | 1999.                                             |
| Antequera            | –       |                                                       | 1          | 2000.                                             |
| Veracruz             | –       |                                                       | 1          | 2001.                                             |
| Deportivo Paraíso    | –       |                                                       | 1          | 2005.                                             |
| 27 de Mayo           | –       |                                                       | 1          | 2006.                                             |
| Real Vaca Díez       | –       |                                                       | 1          | 2011/12.                                          |

## Entrenadores campeones

### Listado reciente
| Año    | Club           | Técnico Campeón        |
| ------ | -------------- | ---------------------- |
| 2019-C | Vaca Díez      | Jhonny Nay             |
| 2021   | Mariscal Sucre | Jorge Klisman Vaca     |
| 2022   | Mariscal Sucre | Jorge Klisman Vaca     |
| 2023   | Moto Club      | Jorge Klisman Vaca (3) |